# Antonio José Lizarazo
Antonio José Lizarazo Ocampo (Cúcuta, 1960) es un abogado, diplomático y magistrado colombiano.

## Biografía
Nació en Cúcuta. Estudió derecho en la Universidad Libre y se especializó en Derecho Administrativo en la misma institución. Dentro su trayectoria como abogado se inició como Magistrado Auxiliar de la Sección Quinta y como Conjuez de las Secciones Primera y Quinta del Consejo de Estado, así como Miembro del Consejo Nacional Electoral durante el período entre 2002-2006.
Desde 1990 a 1992 se desempañó como gobernador de Norte de Santander. Entre 2012-2016 fue asesor político de paz durante los diálogos con el grupo guerrillero FARC-EP. Es docente de derecho administrativo en la Universidad Libre. En 2017 es elegido magistrado de la Corte Constitucional de Colombia al 2025 entre 2021-2022 fue presidente de ese tribunal.
Como Magistrado de la Corte Constitucional de Colombia dio su voto a favor en el controvertido tema de la despenalización total del aborto inducido hasta la semana 24 de gestación (2022).